# دوره یازدهم مجلس شورای ملی
دوره یازدهم مجلس شورای ملی در ۲۰ شهریور ۱۳۱۶ (۵ رجب ۱۳۵۶ ه.ق.) بازگشایی شد و در ۲۷ شهریور ۱۳۱۸ (۴ شعبان ۱۳۵۸ ه.ق.) به پایان رسید. نخستین جلسهٔ رسمی این دورهٔ مجلس در روز ۲۷ شهریور ۱۳۱۶ برگزار شد و محمدرضا پهلوی (ولیعهد) برای نخستین بار به همراه رضاشاه در افتتاحیه شرکت کرد.
ریاست مجلس یازدهم در دست محتشم‌السلطنه بود. ۱۳۷ نماینده به مجلس راه یافتند. اسمعیل عراقی در ۱۹ اسفند ۱۳۱۶ و ابوالقاسم اعتصام‌زاده در ۱۶ مرداد ۱۳۱۷ سلب مصونیت شدند. در این دوره، حدود ۹۳ قانون به تصویب رسید.

## رخدادهای مهم
- ۱ مهر ۱۳۱۶: معرفی کابینه دوم محمود جم به مجلس برای کسب رأی اعتماد
- ۱۶ آبان ۱۳۱۶: تصویب قانون تقسیمات کشور و وظایف فرمانداران و بخشداران
- ۱۹ دی ۱۳۱۶: تصویب قانون اصلاح تقسیمات کشوری
- ۲۵ اسفند ۱۳۱۶: تصویب پیمان سعدآباد
- ۲۹ خرداد ۱۳۱۷: تصویب قانون خدمت نظام وظیفه عمومی
- ۲۲ مرداد ۱۳۱۷: تصویب قانون اساسنامه بانک ملی ایران
- ۸ آذر ۱۳۱۷: تصویب لایحه اعطای صفت ایرانی به ملکه فوزیه